# Apatura parisatis
Apatura parisatis е вид пеперуда от семейство Nymphalidae. Видът е незастрашен от изчезване.

## Разпространение
Разпространен е в Бангладеш, Бруней, Виетнам, Индия, Индонезия (Калимантан, Суматра и Ява), Камбоджа, Китай, Лаос, Малайзия (Западна Малайзия, Сабах и Саравак), Мианмар, Тайланд, Филипини, Хонконг и Шри Ланка.